# チームB 5th Stage「シアターの女神」
『チームB 5th Stage「シアターの女神」』（チームービー フィフスステージ シアターのめがみ）は、AKB48チームB劇場公演の5th Stageである。
本項では、その後の別チームによる各「おさがり」公演についても記述する。また、公演を収録したCD、DVDについても記述する。

## 概要
AKB48チームBの5thステージ公演である。2010年5月21日に初日公演を行い、2012年10月22日に千秋楽を迎えた。
本公演は、チーム研究生公演としても行われたため、千秋楽時点の公演回数はチームB公演・研究生公演をあわせて431公演、チームB単独公演だけでも222公演となり、AKB48の劇場公演としては、過去最多の公演回数となった。
この演目は、SKE48チームKIIの4th公演、SNH48の2期生の1st公演、HKT48チームKIVの1st公演、JKT48チームJの3rd公演、HKT48チームHの4th公演としても使用された。
2018年9月8日からは、AKB48チームBで再演された。2025年4月11日からは、SKE48チームKIIの9th公演として使用されている。

## 公演内容

### 曲目
オープニングアクト
1. ロマンスかくれんぼ
（作詞：秋元康、作曲：佐藤準、編曲：野中"まさ"雄一）

本編
1. overture
（作曲・編曲：尾澤拓実、歌：TAZ）
全AKB48公演共通である。
2. 勇気のハンマー
（作詞：秋元康、作曲：中村望、編曲：市川裕一）
3. 隕石の確率
（作詞：秋元康、作曲：上田晃司、編曲：原田ナオ）
4. 愛のストリッパー
（作詞：秋元康、作曲：櫻井真一、編曲：野中"まさ"雄一）
5. シアターの女神
（作詞：秋元康、作曲：佐々倉有吾、編曲：市川裕一）
6. 初恋よ こんにちは
（作詞：秋元康、作曲：前山田健一、編曲：樫原伸彦）
7. 嵐の夜には
（作詞：秋元康、作曲・編曲：島崎貴光）
8. キャンディー
（作詞：秋元康、作曲：川崎里実、編曲：野中"まさ"雄一）
9. ロッカールームボーイ
（作詞：秋元康、作曲：小網準、編曲：生田真心）
10. 夜風の仕業
（作詞：秋元康、作曲：島崎貴光、編曲：増田武史）
11. 100メートルコンビニ
（作詞：秋元康、作曲・編曲：重永亮介）
12. 好き 好き 好き
（作詞：秋元康、作曲：菅原一夢、編曲：増田武史）
13. サヨナラのカナシバリ
（作詞：秋元康、作曲：岡田実音、編曲：釣俊輔）
14. 潮風の招待状
（作詞：秋元康、作曲：黒田賢一、編曲：木之下慶行）

アンコール
1. オネストマン
（作詞：秋元康、作曲：磯崎健史、編曲：木之下慶行）
2. チームB推し
（作詞：秋元康、作曲：吉野貴雄、編曲：武藤星児）
『リクエストアワー セットリストベスト100 2011』[注 1]では、公演曲としては最高位の5位となった（公演曲の歴代最高位はTeamBの「初日」で1位）。
3. 僕たちの紙飛行機
（作詞：秋元康、作曲：小林真、編曲：野中"まさ"雄一）

### 演出
- 公演開始前に、日替わりの研究生1名が「前座ガール」としてオープニングアクトを務める。
- 「勇気のハンマー」では、ヘルメットを着用して登場。クッション材のハンマー、つるはし、スコップを使用。
- 「嵐の夜には」では、赤の一人掛けソファーを使用。
- 「キャンディー」では、球形の棒付きキャンディーを使用。
- 「ロッカールームボーイ」では、ラクロスのスティックを使用。
- 「僕たちの紙飛行機」では、紙飛行機を客席に向けて飛ばす（公演初日や千秋楽など一部の公演はメンバーの手作り・サイン入り）。
- 「チームB推し」では、それぞれのメンバーにパートがある。研究生の場合、その研究生のものにフレーズが変わるが、そのまま元の（アンダー先）のメンバーのフレーズを使用することもある。

## AKB48 チームB 5th Stage「シアターの女神」公演
公演期間
2010年5月21日 - 2012年10月22日
公演回数は431公演（研究生公演含む）。

出演メンバー
石田晴香・奥真奈美・河西智美・柏木由紀・北原里英・小林香菜・小森美果・佐藤亜美菜・佐藤すみれ・佐藤夏希・鈴木紫帆里・鈴木まりや・近野莉菜・平嶋夏海・増田有華・宮崎美穂・渡辺麻友・渡辺美優紀
※奥は2011年4月8日の公演で卒業。鈴木紫は2011年5月21日に昇格し、同年6月2日の公演から出演。平嶋は2012年1月11日の公演の出演を最後に同年2月5日付で脱退。渡辺美は2012年3月24日にNMB48チームNとAKB48チームBの正式に兼任が発表され、同年6月29日の公演から出演。

ユニット曲担当
- 初恋よ こんにちは（佐藤す、渡辺麻、奥→鈴木紫）
- 嵐の夜には（鈴木ま、小森、宮崎、佐藤夏）
- キャンディー（増田、河西、佐藤亜）
- ロッカールームボーイ（小林、石田、北原、平嶋→渡辺美、近野）
- 夜風の仕業（柏木）

## AKB48 チーム研究生公演「シアターの女神」
公演期間
2010年6月20日 - 2011年4月3日
出演メンバー
阿部マリア・伊豆田莉奈・市川美織・入山杏奈・岩崎仁美・岩田華怜・植木あさ香・牛窪紗良・大場美奈・大森美優・加藤玲奈・金沢有希・川栄李奈・小嶋菜月・小林茉里奈・サイード横田絵玲奈・佐々木優佳里・佐野友里子・島崎遥香・島田晴香・鈴木紫帆里・鈴木里香・竹内美宥・高橋朱里・田野優花・永尾まりや・仲俣汐里・中村麻里子・名取稚菜・平田梨奈・藤田奈那・武藤十夢・森杏奈・森川彩香・山内鈴蘭・山口菜有・横山由依 の中から原則16人
※植木は2010年7月6日付で辞退。佐野・岩崎は2010年10月5日付で卒業。横山は2010年10月10日付でチームKに昇格。金沢は2011年2月20日付で辞退。

ユニット曲の主な担当（各曲各ポジションから1名ずつ出演）
- 初恋よ こんにちは
  - 永尾、中村、市川、入山、森川 （佐藤すみれポジ）
  - 竹内、伊豆田、川栄、高橋、田野 （渡辺麻友ポジ）
  - 加藤、名取、山口 （奥真奈美→鈴木紫帆里ポジ）

- 嵐の夜には
  - 阿部、鈴木紫、平田 （鈴木まりやポジ）
  - 森、金沢、山口、サイード横田、佐々木 （小森美果ポジ）
  - 島田、阿部、伊豆田、小林、鈴木里 （宮崎美穂ポジ）
  - 植木、山内、金沢、川栄、田野 （佐藤夏希ポジ）

- キャンディー
  - 市川、小林、牛窪、武藤 （増田有華ポジ）
  - 横山、島田、伊豆田、岩崎、小林、小嶋、鈴木紫、岩田 （河西智美ポジ）
  - 島崎、藤田、森川 （佐藤亜美菜ポジ）

- ロッカールームボーイ
  - 佐野、藤田、森川 （小林香菜ポジ）
  - 入山、加藤、高橋 （石田晴香ポジ）
  - 伊豆田、仲俣、名取、山口、佐々木、武藤 （北原里英ポジ）　
  - 山内、伊豆田、大森 （平嶋夏海ポジ）
  - 中村、小嶋、佐々木 （近野莉菜ポジ）

- 夜風の仕業
  - 大場、名取、岩田 （柏木由紀ポジ）

## SKE48 チームKII 4th Stage「シアターの女神」公演
公演期間
2013年7月25日 - 2014年4月18日（全47公演）
出演メンバー
内山命・大場美奈・加藤智子・加藤るみ・小林亜実・佐藤実絵子・柴田阿弥・須田亜香里・高木由麻奈・高柳明音・竹内舞・二村春香・古川愛李・松本梨奈・山下ゆかり・山田みずほ・惣田紗莉渚・荒井優希
配属予定だった藤本美月の辞退に伴い15人体制となったため、サポートメンバーとして研究生1名が出演する。2013年10月26日に山田が昇格、11月7日の公演から出演。ドラフト生惣田は2014年3月11日に正式登録、同月20日の公演から出演。松本は4月10日に最終公演、同月29日に卒業。ドラフト生荒井は3月11日に正式登録、4月16日の公演から出演。

ユニット曲担当
- 初恋よ こんにちは（加藤る、柴田、二村）
- 嵐の夜には（内山、小林、佐藤、古川）
- キャンディー（須田、松本、山下）
- ロッカールームボーイ（大場、加藤智、高木、竹内、山田）
- 夜風の仕業（高柳）

「チームB推し」は、「チームKII推し」になる。

## SNH48 チームNII 1st Stage「シアターの女神」公演
中国語での公演名称は「劇場女神」
公演期間
2013年11月2日 - 2014年4月20日（全47公演）
出演メンバー（初日プログラム）
陳佳瑩、馮薪朶、龔詩淇、胡思奕、黄婷婷、鞠婧禕、羅蘭、林思意、陸婷、孟玥、萬麗娜、王依君、徐言雨、易嘉愛、趙粵、曽艶芬
ユニット曲担当（初日プログラム）
- 初恋よ こんにちは（萬麗娜、龔詩淇、孟玥）
- 嵐の夜には（陳佳瑩、馮薪朶、陸婷、趙粵）
- キャンディー（胡思奕、林思意、易嘉愛）
- ロッカールームボーイ（黄婷婷、王依君、羅蘭、徐言雨、曽艶芬）
- 夜風の仕業（鞠婧禕）

「チームB推し」は、「2期生推し」になる。

## HKT48 チームKIV 1st Stage「シアターの女神」公演
公演期間
2014年5月8日 - 2016年3月31日
出演メンバー
伊藤来笑・今田美奈・岩花詩乃・植木南央・多田愛佳・岡田栞奈・木本花音・草場愛・熊沢世莉奈・後藤泉・下野由貴・田中優香・冨吉明日香・朝長美桜・深川舞子・渕上舞・宮脇咲良・村重杏奈・本村碧唯・森保まどか
その他のチームのメンバー：秋吉優花・井上由莉耶・宇井真白・上野遥・梅本泉・岡本尚子・神志那結衣・駒田京伽・坂口理子・田中美久・山田麻莉奈（いずれもチームH）
上野は2015年3月31日から公演に出演。梅本・岡本は2015年4月2日から公演に出演。宇井は2015年4月7日から公演に出演。井上は2015年4月10日から公演に出演。神志那・秋吉は2015年4月12日から公演に出演。田中美は2015年4月14日から公演に出演。山田は2015年4月20日から公演に出演。駒田・坂口は2015年4月24日から公演に出演。

ユニット曲担当（各曲各ポジションから1名ずつ出演）
- 初恋よ こんにちは
  - 田中優・伊藤・草場・後藤・下野・岩花
  - 朝長・本村・熊沢・渕上・岡田・田中優・森保・冨吉
  - 植木・冨吉・深川・村重・草場・井上・秋吉・山田・伊藤・田中優

- 嵐の夜には
  - 今田・冨吉・植木・岩花・深川・岡本
  - 多田・後藤・深川・本村・熊沢・渕上・今田
  - 岡田・深川・草場・伊藤・植木・梅本・岡本・坂口・岩花
  - 村重・伊藤・下野・熊沢・田中優・深川・神志那・草場・駒田・岩花

- キャンディー
  - 熊沢・深川・草場・今田・冨吉・岡田・上野
  - 宮脇・渕上・朝長・植木・下野・冨吉・多田・岡田・後藤・岩花・木本・森保・本村・田中優
  - 本村・岩花・田中優・後藤・村重・伊藤・冨吉・田中美・駒田

- ロッカールームボーイ
  - 木本・草場・植木・朝長・冨吉・田中優・渕上
  - 後藤・田中優・上野・伊藤
  - 下野・村重・冨吉・岡田・宇井・草場
  - 冨吉・深川・岩花・草場・深川
  - 渕上・今田・伊藤・岡田・深川

- 夜風の仕業
  - 森保・熊沢・植木・渕上・今田・下野・草場・宮脇・朝長・岡田・冨吉・後藤・村重・伊藤・田中優

「チームB推し」は、「チームKIV推し」になる。

## JKT48 チームJ 3rd Stage「シアターの女神」公演
インドネシア語での公演名称は「Dewi Theater」
公演期間
2015年5月17日 - 2016年11月27日
出演メンバー（初日メンバー）
アヤナ・シャハブ、ベビー・チャエサラ・アナディラ、デナ・シティ・ロヒャティ、デフィ・キナル・プトゥリ、ガブリエラ・マルガレット・ワラオー、ガイダ・ファリシャ、仲川遥香、ジェニファー・ラヘル・ナタシャ、ジェシカ・ファニア、ジェシカ・フェランダ、メロディー・ヌランダニ・ラクサニ、ナビラ・ラトナ・アユ・アザリア、レズキー・ウィランティ・ディク、センディ・アリアニ、シャニア・ジュニアナタ、タリア・イファンカ・エリサベス
ユニット曲担当（初日プログラム）
- 初恋よ こんにちは（ガブリエラ、ナビラ、タリア）
- 嵐の夜には（ベビー、メロディー、デフィ、レズキー）
- キャンディー（アヤナ、仲川、ジェニファー）
- ロッカールームボーイ（デナ、ガイダ、ジェシカ・ファニア、センディ、シャニア）
- 夜風の仕業（ジェシカ・フェランダ）

「チームB推し」は、「チームJ推し」になる。
ロッカールームボーイには、ラクロススティックに変わりバドミントンラケットが使われている。

## HKT48 チームH 4th Stage「シアターの女神」公演
公演期間
2016年5月3日 - 2018年9月2日
出演メンバー
秋吉優花・穴井千尋・井上由莉耶・宇井真白・上野遥・岡本尚子・神志那結衣・兒玉遥・駒田京伽・坂口理子・田島芽瑠・田中菜津美・田中美久・松岡菜摘・矢吹奈子・山田麻莉奈・山本茉央・若田部遥
その他のチームのメンバー：栗原紗英 ・坂本愛玲菜・筒井莉子・外薗葉月・山内祐奈・山下エミリー（チームTII）岩花詩乃・植木南央・熊沢世莉奈・下野由貴・深川舞子（チームKIV）

ユニット曲担当（各曲各ポジションから1名ずつ出演）
- 初恋よ こんにちは
  - 駒田・上野・山田・岡本・下野
  - 田島・山本・田中美・宇井
  - 上野・山田・井上・栗原

- 嵐の夜には
  - 穴井・坂口・深川・上野・坂本・外薗・岩花・植木
  - 田中美・田島・宇井・上野
  - 井上・岡本・山田・秋吉
  - 神志那・駒田・矢吹

- キャンディー
  - 宇井・秋吉・兒玉・上野・山下・坂本・田中美・熊沢
  - 矢吹・井上・若田部
  - 松岡・山田・田中美

- ロッカールームボーイ
  - 坂口・秋吉・田中美・岡本
  - 秋吉・上野・山内・筒井
  - 田中菜・宇井・駒田
  - 岡本・山本
  - 若田部・山田・駒田

- 夜風の仕業
  - 兒玉・岡本・神志那・駒田・穴井・坂口・田中美・上野・松岡・田島・井上

「チームB推し」は、「チームH推し」になる。

## AKB48 高橋朱里→岩立チームB「シアターの女神」公演
公演期間
2018年9月8日 - 2022年3月19日
出演メンバー
初日公演
岩立沙穂・太田奈緒・大家志津香・柏木由紀・川原美咲・北澤早紀・久保怜音・佐々木優佳里・佐藤栞・高橋朱里・谷口めぐ・中西智代梨・福岡聖菜・山邊歩夢・吉川七瀬・大盛真歩
ユニット曲担当（各曲各ポジションから1名ずつ出演）
初日公演
- 初恋よ こんにちは（久保・大盛・山邊）
- 嵐の夜には（高橋・川原・佐藤・大家）
- キャンディー（柏木・佐々木・吉川）
- ロッカールームボーイ（谷口・岩立・太田・中西・北澤）
- 夜風の仕業（福岡） - 柏木由紀ポジ

なお、初日公演に出演予定だったチーム8兼任の本田仁美は、『PRODUCE 48』によるデビューグループ「IZ*ONE」の活動のため休演となり、ドラフト3期生の大盛が代わりに出演し、前座（オープニングアクト）の「ロマンスかくれんぼ」はドラフト3期生の大竹ひとみが担当した。
キャプテンだった高橋は2019年5月2日に卒業公演を行い、後任には岩立が就任した。

## SKE48 チームKII 9th Stage「シアターの女神」公演
公演期間
2025年4月11日 -
出演メンバー
初日公演
荒野姫楓・池田楓・伊藤実希・井上瑠夏・奥野心羽・鎌田菜月・北川愛乃・佐藤佳穂・澤田奏音（初日は一部出演、4月26日よりフル出演）・篠原京香・菅原茉椰・藤本冬香・松本慈子

ユニット曲担当
- 初恋よ こんにちは（池田•澤田、井上、藤本）
- 嵐の夜には（篠原、菅原、松本、奥野）
- キャンディー（鎌田、佐藤、荒野）
- ロッカールームボーイ（藤本、篠原、北川、池田•澤田、奥野）
- 夜風の仕業（伊藤）

「チームB推し」は、「チームKII推し」になる。
12名体制での公演となる。

## スタジオ収録CD
公演曲を公演メンバーがスタジオ収録したものである。

### チームB 5th Stage「シアターの女神」（CD）
収録メンバー
石田晴香・奥真奈美・河西智美・柏木由紀・北原里英・小林香菜・小森美果・佐藤亜美菜・佐藤すみれ・佐藤夏希・鈴木まりや・近野莉菜・平嶋夏海・増田有華・宮崎美穂・渡辺麻友
再発盤のみ参加：島田晴香（収録時は研究生）

収録曲
オリジナル版
1. overture
2. 勇気のハンマー
3. 隕石の確率
4. 愛のストリッパー
5. シアターの女神
6. 初恋よ こんにちは（歌：佐藤す・渡辺・奥）
7. 嵐の夜には（歌：鈴木・小森・宮崎・佐藤夏）
8. キャンディー（歌：増田・河西・佐藤亜）
9. ロッカールームボーイ（歌：小林・石田・北原・平嶋・近野）
10. 夜風の仕業（歌：柏木）
11. 100メートルコンビニ
12. 好き 好き 好き
13. サヨナラのカナシバリ
14. 潮風の招待状
15. オネストマン
16. チームB推し
17. 僕たちの紙飛行機

再発版
オープニングアクトの「ロマンスかくれんぼ」を新規収録。
1. ロマンスかくれんぼ（歌：島田）
2. overture
3. 勇気のハンマー
4. 隕石の確率
5. 愛のストリッパー
6. シアターの女神
7. 初恋よ こんにちは（歌：佐藤す・渡辺・奥）
8. 嵐の夜には（歌：鈴木・小森・宮崎・佐藤夏）
9. キャンディー（歌：増田・河西・佐藤亜）
10. ロッカールームボーイ（歌：小林・石田・北原・平嶋・近野）
11. 夜風の仕業（歌：柏木）
12. 100メートルコンビニ
13. 好き 好き 好き
14. サヨナラのカナシバリ
15. 潮風の招待状
16. オネストマン
17. チームB推し
18. 僕たちの紙飛行機

Disc 2は、各楽曲のオフヴォーカルバージョンを収録。

## 劇場公演DVD

### チームB 5th Stage「シアターの女神」（DVD）
収録メンバー
石田晴香・河西智美・柏木由紀・北原里英・小林香菜・小森美果・佐藤亜美菜・佐藤すみれ・佐藤夏希・鈴木紫帆里・鈴木まりや・近野莉菜・平嶋夏海・増田有華・宮崎美穂・渡辺麻友
収録曲
1. overture
2. 勇気のハンマー
3. 隕石の確率
4. 愛のストリッパー
5. シアターの女神
6. 初恋よ こんにちは（歌：佐藤す・渡辺・鈴木紫）
7. 嵐の夜には（歌：鈴木ま・小森・宮崎・佐藤夏）
8. キャンディー（歌：増田・河西・佐藤亜）
9. ロッカールームボーイ（歌：小林・石田・北原・平嶋・近野）
10. 夜風の仕業（歌：柏木）
11. 100メートルコンビニ
12. 好き 好き 好き
13. サヨナラのカナシバリ
14. 潮風の招待状
15. オネストマン
16. チームB推し
17. 僕たちの紙飛行機

### SKE48 チームKII 4th Stage「シアターの女神」（DVD）
収録メンバー
内山命・大場美奈・加藤智子・加藤るみ・小林亜実・佐藤実絵子・柴田阿弥・須田亜香里・高木由麻奈・高柳明音・竹内舞・二村春香・古川愛李・松本梨奈・山下ゆかり・山田みずほ
収録曲
1. overture（SKE48 ver.）
2. 勇気のハンマー
3. 隕石の確率
4. 愛のストリッパー
5. シアターの女神
6. 初恋よ こんにちは（歌：加藤る、柴田、二村）
7. 嵐の夜には（歌：内山、小林、佐藤、古川）
8. キャンディー（歌：須田、松本、山下）
9. ロッカールームボーイ（歌：大場、加藤智、高木、竹内、山田）
10. 夜風の仕業（歌：高柳）
11. 100メートルコンビニ
12. 好き 好き 好き
13. サヨナラのカナシバリ
14. 潮風の招待状
15. オネストマン
16. チームKII推し
17. 僕たちの紙飛行機

## AKB48 Music Video request 2012
「チームB推し」は、「AKB48 Music Video request 2012」（MV制作投票企画）で7236票を獲得し、第1位に選ばれた。CD収録版との変更点は、奥真奈美が卒業したため鈴木紫帆里に、平嶋夏海が辞退したため渡辺美優紀に変更されている。

## セルフカバーなど
- チームB推し（AKB48 3rdアルバム） - スタジオ収録CDオリジナル版と同音源
- 夜風の仕業（フレンチ・キス 1stシングル・カップリング）
- ロマンスかくれんぼ（AKB48 4thアルバム） - Vocal: 大森美優
- 初恋よ こんにちは（渡り廊下走り隊7 1stシングル・カップリング）
- キャンディー（河西智美 1stシングル・カップリング）